# میرکو براون
میرکو براون (کرواتی: Mirko Braun; ۲۰ اوت ۱۹۴۲ – ۲۲ مارس ۲۰۰۴) بازیکن فوتبال اهل کرواسی بود.
از باشگاه‌هایی که در آن بازی کرده‌است می‌توان به باشگاه فوتبال دینامو زاگرب اشاره کرد.
وی همچنین در تیم ملی فوتبال یوگسلاوی بازی کرده‌است.